# Мария Елизавета Саксен-Мейнингенская
Мария Елизавета Саксен-Мейнингенская (нем. Maria Elisabeth von Sachsen-Meiningen; 23 сентября 1853, Потсдам — 22 февраля 1923, Мюнхен) — принцесса Саксен-Мейнингенская, пианистка и композитор.

## Биография
Мария Елизавета — единственная дочь герцога Саксен-Мейнингена Георга II от первого брака с Шарлоттой Прусской, дочерью принца Альбрехта Прусского. Старший брат Марии Елизаветы Бернгард правил в Саксен-Мейнингене в 1914—1918 годах и стал его последним герцогом. Музыкально одарённая принцесса училась игре на фортепьяно у Теодора Кирхнера и считалась выдающейся пианисткой.
Мария Елизавета написала несколько маршей и музыкальных произведений и слыла большой поклонницей композитора Иоганнеса Брамса. Мария Елизавета была знакома с Рихардом Штрауссом, Францем Манштедтом, Гансом фон Бюловом и Фрицем Штайнбахом. На её вилле в Берхтесгадене проходили регулярные встречи художников. Мария Елизавета оказывала поддержку талантливым певицам, оплачивая их обучение. Мария Елизавета похоронена на Парковом кладбище в Майнингене.